# Bolos sobre hierba

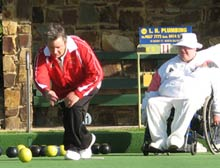
Torneo Bowlsworld.

Los bolos sobre hierba (también conocido como bowls o bolo césped) es un deporte de precisión cuya meta es hacer rodar unas bolas de radio ligeramente asimétrico (llamadas bowls, o bolas en español) para que queden lo más cerca posible de una bola blanca menor (el "jack", "kitty" o "sweetie"). Se juega al aire libre en césped o en superficies artificiales, o bien a cubierto sobre superficies artificiales.
Los bolos sobre hierba pertenece a la familia de deportes de bola, por lo que está emparentado con la boccia, la petanca y las bochas. Es popular en Australia, Nueva Zelanda, el Reino Unido y en otros países de la Mancomunidad de Naciones.

## Historia
Los orígenes se remontan con toda seguridad al siglo XIII y, probablemente ya se jugaba en el siglo XII. William Fitzstephen (hacia 1190), en su biografía de Thomas Becket, describe un esbozo gráfico del Londres de la época y, al hablar de las diversiones veraniegas de los muchachos, dice que los días de fiesta se "ejercitaban en el salto, el tiro, la lucha libre, el lanzamiento de piedras [in jactu lapidum] y de jabalinas provistas de lazos para ese propósito que se afanan en arrojar desde una marca; usan, además, protectores para el brazo, al igual que los soldados". Se supone generalmente que por jactus lapidum Fitzstephen se refería al juego de los bolos sobre hierba; pero, aunque es posible que se puedan haber empleado a veces piedras redondeadas en alguna forma inicial de juego, y existen alusiones al uso de bolas de hierro aunque sea en época muy posterior en las fiestas de Nairn, sin embargo esta inferencia no parece estar muy contrastada. El jactus lapidum del que habla se parecería más probablemente al juego moderno de "poner el peso", que incluso en otro tiempo se llamó "poner la piedra". No obstante, no se puede negar que el juego, en todo caso en una fase rudimentaria, se jugaba en el siglo XIII. Un manuscrito de este periodo de la Royal Library de Windsor (N.º 20, E iv) contiene un dibujo que representa a dos jugadores tanteando un pequeño cono en lugar de una bola (o jack) de barro.
Otro manuscrito del mismo siglo muestra una imagen burda pero humorística que nos acerca a lo que fuera el juego en aquel tiempo. Se ven tres elementos y un jack. La bola del primer jugador ha llegado justo delante del jack; el segundo ha lanzado su bola y anda detrás de ella haciendo una de esas contorsiones excéntricas que aún no son ajenas a los campos modernos, mientras que el primer jugador hace un gesto represivo con la mano, como para que la bola se detenga antes de la suya; el tercer jugador aparece dibujado en el momento de lanzar su bola. Un manuscrito del siglo XIV, el Libro de las oraciones en la colección Francis Douce de la Biblioteca Bodleiana de Oxford, contiene un dibujo en el que aparecen dos personas, pero lanzan la bola para sin una meta definida. Strutt (Sports and Pastimes, Deportes y pasatiempos) sugiere que la bola del primer jugador puede haber sido considerada por el segundo jugador como una especie de jack; pero en ese caso no está claro cuál sería la meta del primer jugador. En estas tres primeras ilustraciones del juego conviene observar que cada jugador posee solo una bola y que la actitud en su lanzamiento era tan variada hace cinco o seis siglos como lo es hoy en día: en el tercer dibujo, el jugador permanece casi recto; en el primero, se arrodilla; en el segundo, se inclina a media posición entre la postura recta y la de rodillas.

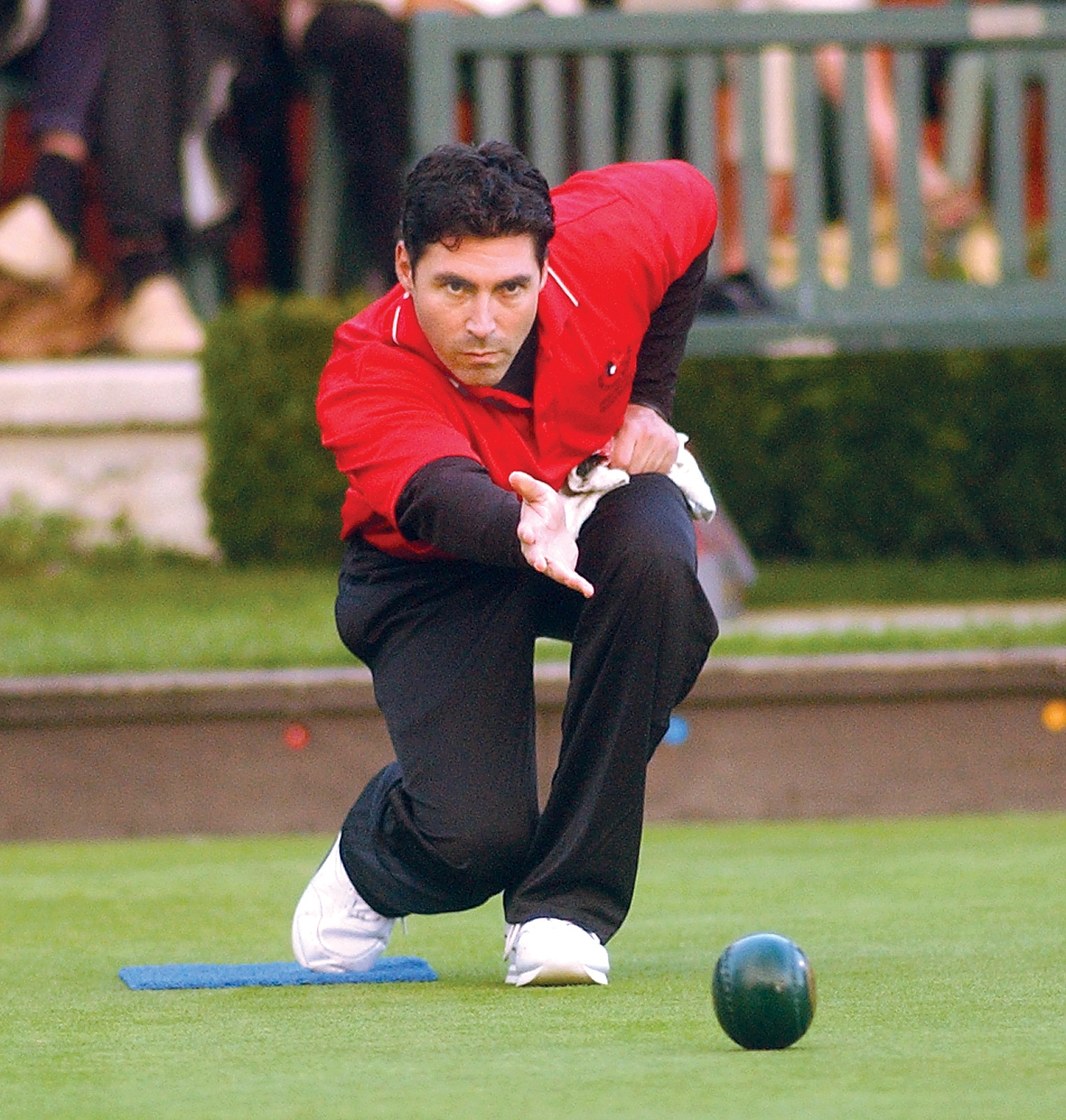
Un joven lanzador de bolos sobre hierba

Cuando el juego alcanzó una cierta popularidad, el rey y el parlamento lo prohibieron, temiendo que pudiera perjudicar la práctica del tiro al arco, tan importante entonces en las guerras. Se decretaron leyes que prohibían este y otros deportes durante los reinos de Eduardo III, Ricardo II y otros monarcas. Incluso cuando después de la invención de la pólvora y las armas de fuego el arco hubo caído en desuso como arma de guerra, la prohibición continuó. El descrédito que se asociaba con las callejuelas donde se practicaba el bowling, establecidas por primera vez en Londres en 1455, probablemente alentaron la legislación represiva posterior, ya que en muchas de ellas había tabernas que eran frecuentadas por la calaña. La palabra "bowls" aparece por primera vez en el estatuto de 1511, en el cual Enrique VIII confirmaba los edictos anteriores contra los juegos ilícitos. Mediante un decreto posterior de 1541, que no se retiró hasta 1845, los artesanos, obreros, aprendices, criados y demás tenían prohibido jugar al bowling en todo momento excepto la Navidad, y aún entonces solamente en la casa del señor y en su presencia. Además se ordenaba que cualquiera que jugase al bowling fuera de su propio jardín o huerto estaría sujeto a una multa de 6s. y 8d., mientras que los que poseyesen terrenos que dieran una renta anual de 100 libras podían obtener una licencia para jugar en su propiedad.
En 1864 William Wallace Mitcell (1803-1884), un comerciante de algodón de Glasgow, publicó el "Manual del juego de bowls", convirtiéndose en la base de las normas del juego moderno.
Mitchell sólo tenía 11 años cuando jugó en el campo de bowling de Kilmarnock, el club más antiguo de Escocia, instituido en 1740.
La Asociación de Bowling Escocesa fue la primera en establecerse en 1892, aunque ya había habido intentos anteriores fallidos en 1848.
Hoy en día, el club se ha extendido a 40 países con más de 50 autoridades nacionales miembro. El lugar natal del juego moderno sigue siendo Escocia, con el Centro Mundial de bolos sobre hierba en Edimburgo sito en el número 1 de Caledonia House, Redheughs Rigg, South Gyle, Edimburgo, EH12 9DQ.

## Juego

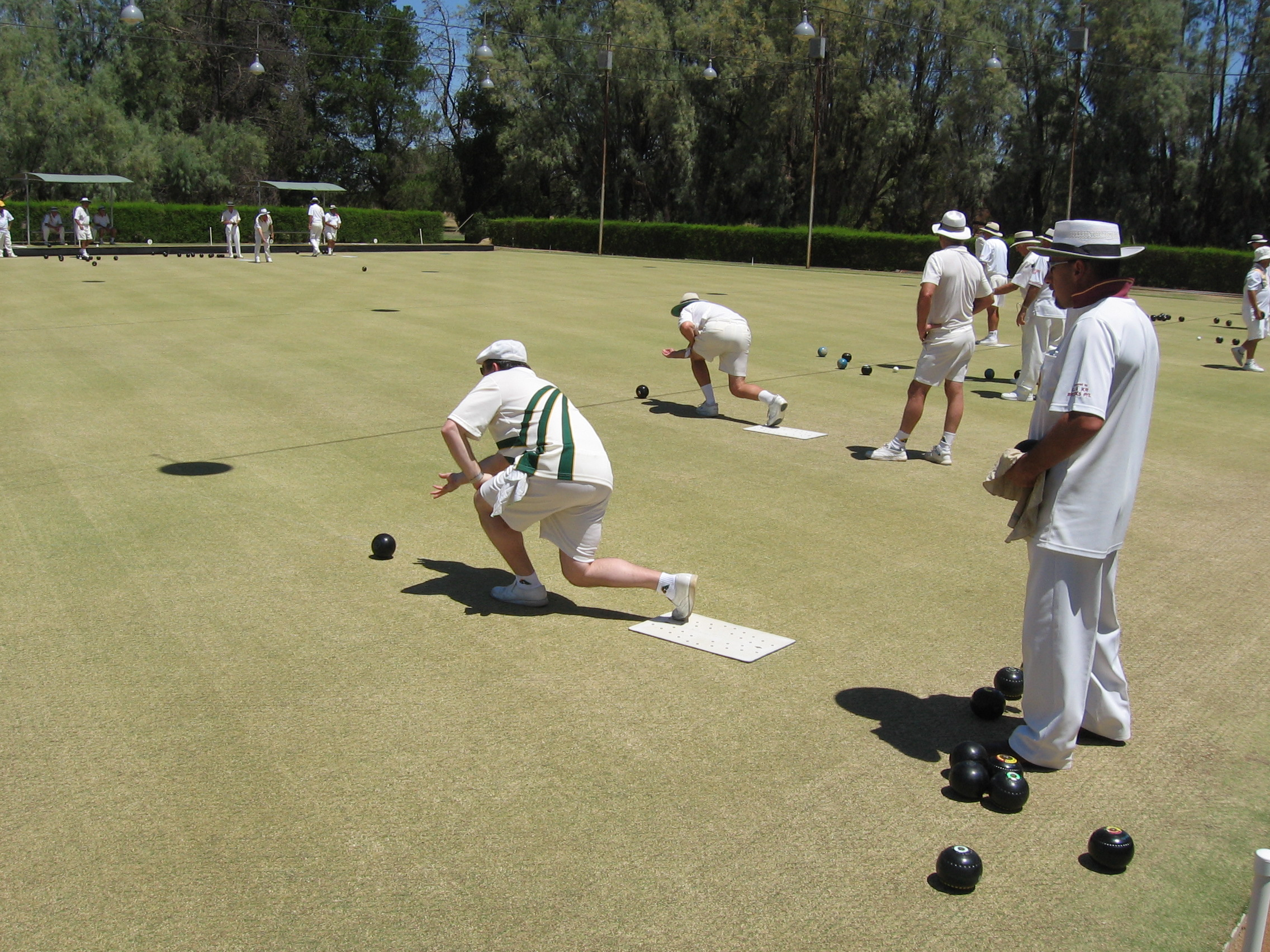
Torneo de bolos sobre hierba en Berrigan Nueva Gales del Sur, Australia.

Los bolos sobre hierba se juega normalmente en una gran superficie rectangular sintética o de césped perfectamente nivelado y cuidado que se conoce como campo de juego (bowling green), que se divide en pistas (rinks) de juego paralelas. También se puede jugar en una variante a cubierto sobre tapiz. En la competición más simple, la de individuales (singles), uno de los dos oponentes lanza al aire una moneda para ver quién gana la alfombrilla (mat) y comienza una fase de la competición (en la jerga de bowls, un "juego" o end) colocando la alfombrilla y lanzando la bola de juego (jack) al fondo del campo para que sirva de meta. Una vez que se para, el jack se alinea al centro de la pista y los jugadores lanzan por turnos sus bolas desde la alfombrilla hasta el jack.
Una bola puede salirse de los bordes de la pista en su trayectoria, pero al final debe quedar dentro de los límites de la pista para no ser descalificado. Las bolas que caen al ditch se pierden y se sacan del juego, salvo en el caso de que haya "tocado" el jack en su trayectoria. Las bolas que han tocado el jack (touchers) se marcan con tiza y siguen jugando aunque estén en el ditch. De igual forma, si por un golpe el jack cae al ditch, sigue en el juego, a no ser que se halle fuera de los límites laterales, lo cual se considera un juego "muerto" que debe volverse ajugar, si bien las normas internacionales dicen que el jack tiene que ser repuesto en el centro de la pista para continuar el juego. Después de que cada participante ha lanzado todas sus bolas (cuatro cada uno en individuales y en parejas, tres cada uno en triples, y dos cada uno en cuádruples), se calcula la distancia de las bolas más próximas al jack (que puede haber sido desplazado), otorgando puntos ("shots") por cada bola que un competidor tenga más próxima que la bola más cercana del oponente al jack. Después se repite este proceso en el siguiente juego. Un juego de bolos sobre hierba consiste típicamente en veintiún juegos.
Los bolos sobre hierba se juega en césped, siendo habituales las diferencias entre uno y otro campo de juego. Estos pueden ser de cualquier forma y tamaño, pueden ser rápidos o lentos, etc.

## Puntuación
El sistema de puntuación puede variar entre competiciones. La partida puede ganarse cuando:
- un jugador en un juego de individuales alcanza un umbral determinado de puntos (shots) (normalmente 21 o 25).
- un equipo (doble, triple o cuádruple) obtiene la mayor puntuación al cabo de un número determinado de juegos (ends).

Una partida a un número determinado de juegos puede acabar en empate. El resultado puede quedar en empate, o bien los oponentes pueden exigir jugar un juego extra para decidir el ganador. Estas normas se publican siempre antes de empezar la partida en las Condiciones de juego.
En las Normas del deporte de bolos sobre hierba el ganador de una partida de individuales es el primer jugador que obtenga 21 puntos (shots). En las otras disciplinas (dobles, triples, cuádruples), el ganador es el equipo que haya obtenido más puntos tras 18 juegos (ends) de la partida. A menudo se juegan partidas más cortas en torneos a nivel local (de 10 o 12 juegos).
En algunas competiciones se usa un sistema de puntuación por "sets", ganado un set con los primeros siete puntos en una partida al mejor de tres o cinco sets. Además de competiciones individuales, existen también las de dos jugadores (dobles), las de tres (triples) y las de cuatro (cuádruples). En ellas, los equipos lanzan sus bolas por turnos, teniendo cada jugador de un equipo que lanzar todas sus bolas para dar paso al siguiente jugador. El capitán del equipo (skip) siempre es el último en jugar y es una figura clave a la hora de establecer la táctica y dirigir los lanzamientos de su equipo.
El método de puntuación actual en los torneos profesionales del Torneo Mundial de Bolos sobre Hierba es el de sets. Cada set consiste en nueve juegos y gana el set el jugador que obtenga más puntos al final del mismo. Si un jugador gana dos sets o gana uno y empata otro, se convierte en ganador de la partida. Si cada jugador gana un set o los dos sets acaban en empate, se juega una prórroga a 3 juegos para determinar al ganador.

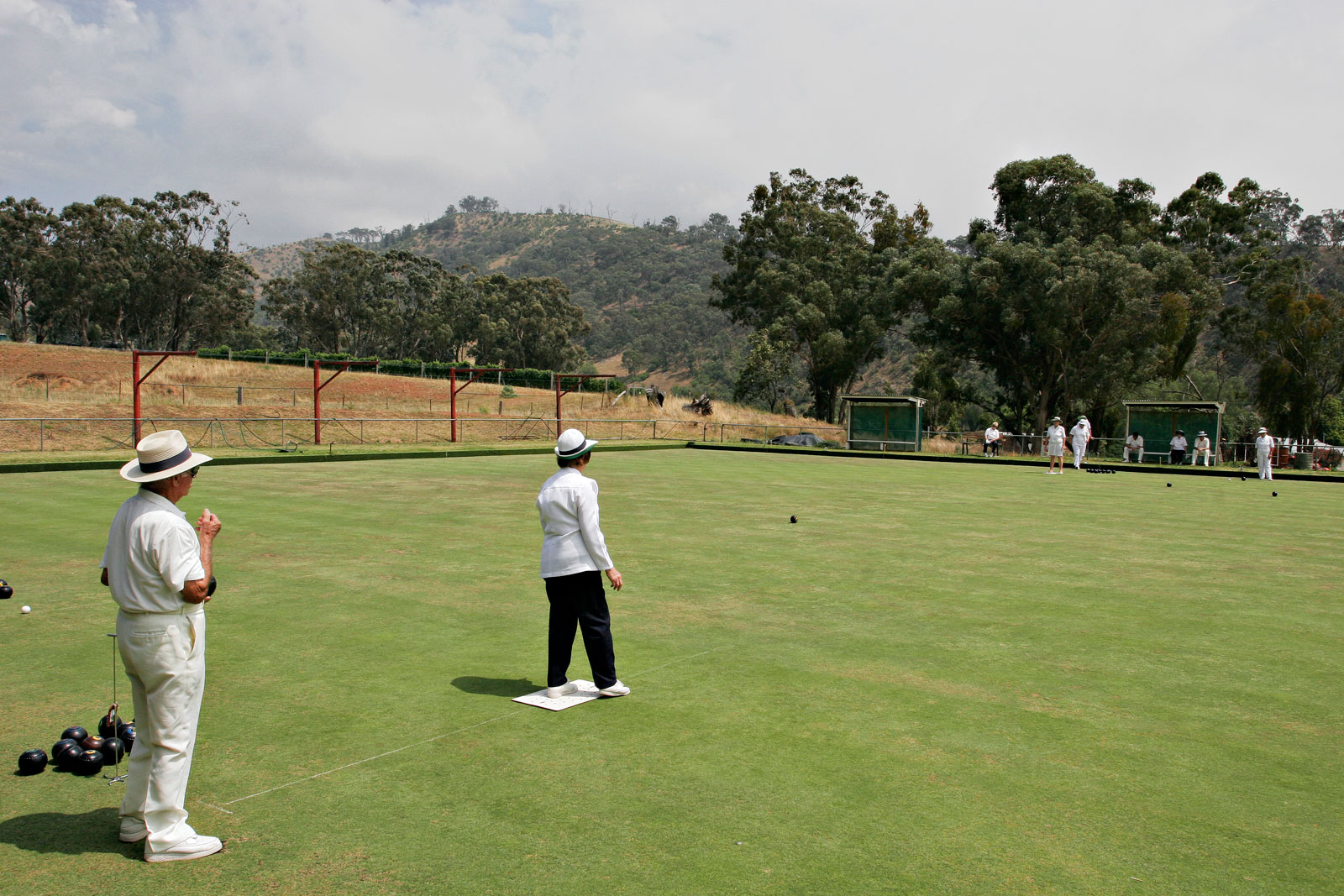
Club de bolos sobre hierba de Swifts Creek.

## Desequilibrio de las bolas

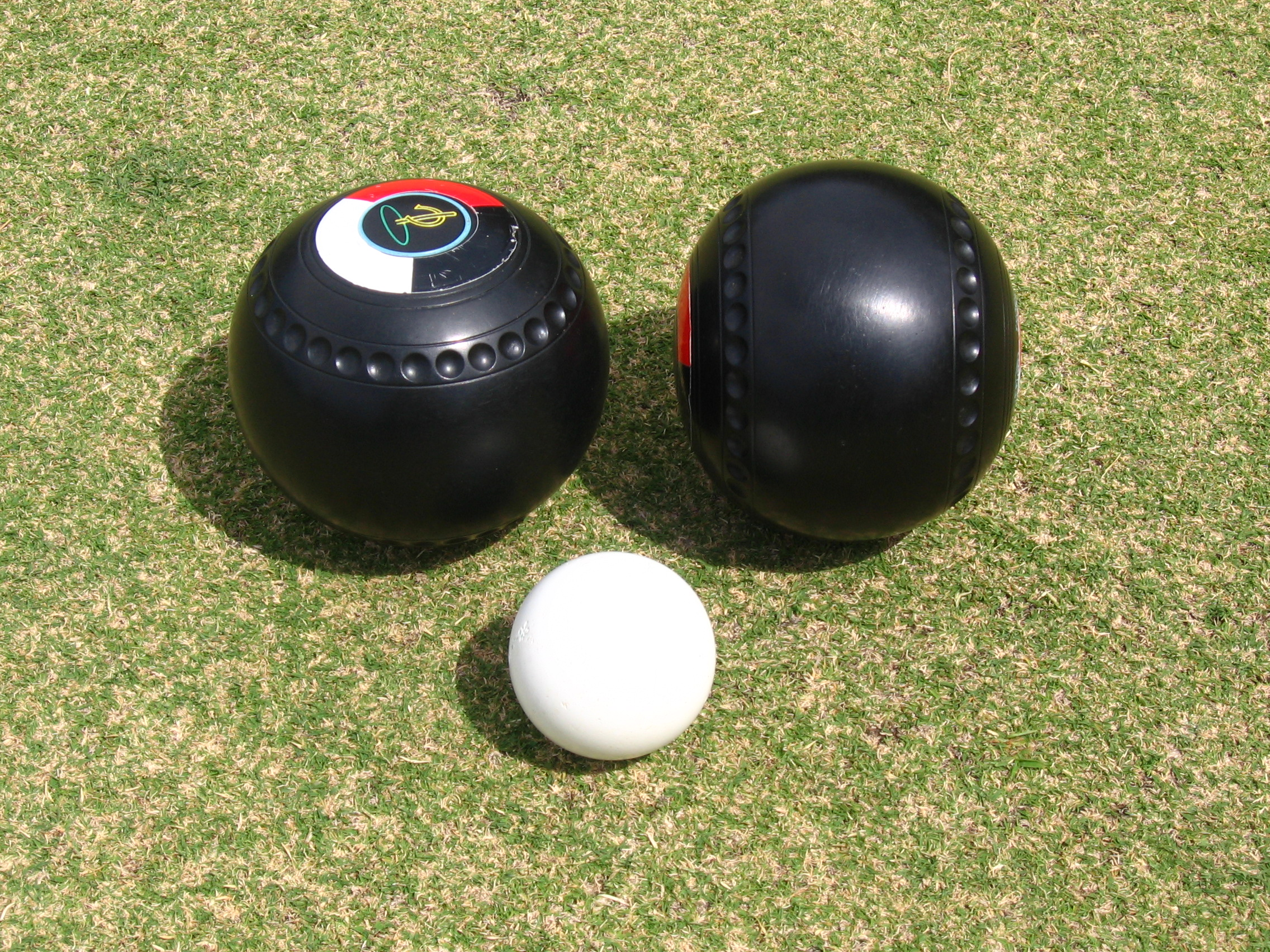
Dos bolas con adhesivos de un club. La bola de juego (kitty) se encuentra delante.

Las bolas están diseñadas para que sigan una trayectoria curva a causa de un desequilibrio en el peso que en un principio se lograba cargando peso en uno de los lados. Las normas ya no permiten eso, por lo que el desequilibrio queda totalmente determinado por la forma de la bola. El jugador de bolos sobre hierba es el que imprime la trayectoria desviada de la bola cogiéndola por la muesca de uno de los lados. Las normas prescriben el desequilibrio mínimo permitido y el rango de diámetro (entre los 11,6 y los 13,1 cm); los jugadores eligen las bolas que mejor se ajustan. Al principio las bolas se hacían de lignum vitae, un tipo compacto de madera que explica el origen del término "maderas" para las bolas, pero ahora se fabrican normalmente de un material duro de plástico compuesto.
En épocas pasadas las bolas sólo estaban disponibles en color negro o marrón, pero ahora incluyen una amplia gama de colores que llegan hasta los tonos fluorescentes. Existen unas muescas únicas para cada bola que sirven para identificarla. Como muchas bolas son parecidas, también se las suele marcar con adhesivos de colores. Algunas asociaciones locales establecen unos colores determinados para los adhesivos de los clubes de su zona. En competiciones nacionales e internacionales se proporcionan colores provinciales o nacionales. Estos adhesivos son los que utilizan los árbitros para distinguir a los equipos.
Las bolas tienen unos símbolos únicos para cada juego de cuatro con fines identificatorios. El lateral de una bola con un símbolo mayor dentro de un círculo indica el lado contrario al que contiene el desequilibrio. El lado con el símbolo menor dentro de un círculo más pequeño es el lado que contiene el desequilibrio hacia donde se desviará la bola. No es raro que los jugadores realicen de vez en cuando un lanzamiento con el desequilibrio equivocado, con lo que la bola lanzada con tanta precisión se desvía a las pistas cercanas en vez de dirigirse a la bola de juego (jack).
Existen distintos tipos de lanzamiento: los lanzamientos estilo "draw" son aquellos en los que la bola se desliza hasta un punto determinado sin alterar demasiado las bolas que están más próximas de la bola de juego; para un jugador diestro, el lanzamiento estilo "draw de punta de mano" o "pinza de dedos" (forehand draw o finger peg) intenta colocar la bola a la derecha del jack y se desvía hacia la izquierda; también está el lanzamiento estilo "draw de palma de mano" o "pinza de pulgar" (backhand draw o thumb peg), en el cual se gira la bola en la mano y se la desvía hacia el lado contrario, de izquierda a derecha. En ambos caso la bola se tira lo más cerca posible del jack, a menos que la táctica exija otra maniobra. Un lanzamiento estilo "fuego" (drive, fire, o strike) consiste en lanzar con fuerza para golpear el jack u otra bola y mandarla fuera de juego; con esta técnica de lanzamiento rápido no hay apenas desvío en el tiro. Un lanzamiento estilo "efecto" (upshot o yard on) consiste en lanzar la bola con algo de peso extra (llamado a menudo peso "controlado") de manera que desplace al jack o golpee las otras bolas próximas a él sin invalidar el juego. Un lanzamiento estilo "bloque" (block shot) es el que se tira cerca a propósito a fin de evitar un lanzamiento estilo "fuego" o estilo "draw" del contrario. El reto en todos estos lanzamientos está en saber ajustar el recorrido y la longitud correctamente.

## Variaciones del juego
En las competiciones por equipo puede que se acumule un gran número de bolas en la zona de juego hacia el final y esto puede dar lugar a tácticas complejas. El equipo que tiene el turno con la bola más próxima realizarán posteriormente lanzamientos no para colocar la nueva bola cerca del jack, sino en puntos que dificulten los lanzamientos de los contrarios o en puntos adonde el contrario podría desviar el jack para alterar las posiciones.

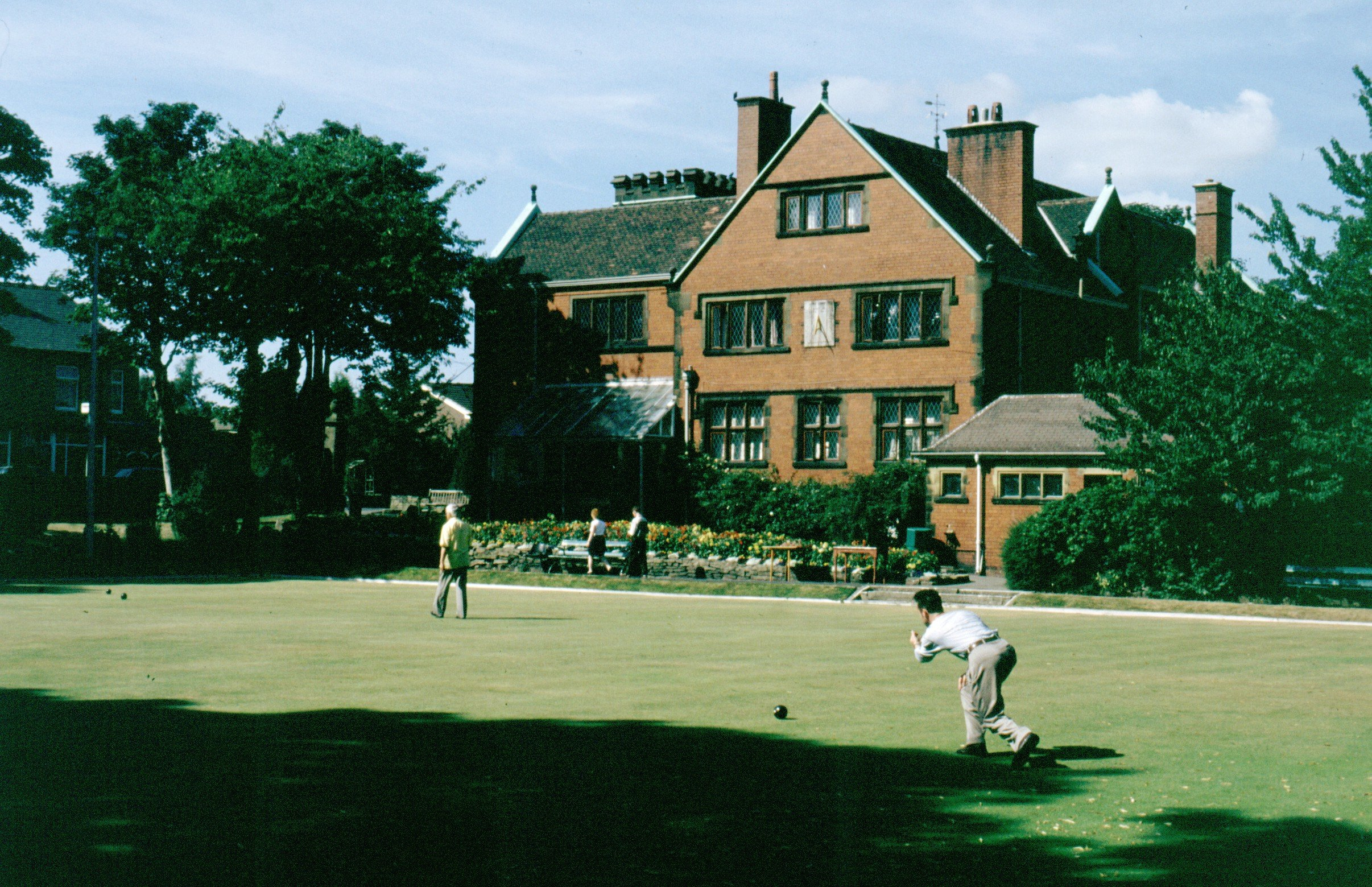
Bowling sobre "crown green" en Edgworth (Lancashire).

Existen muchas maneras de afrontar el juego. En el bowling sobre "crown green" se utiliza toda la zona de juego. Un jugador puede lanzar el jack a cualquier parte de la zona de juego y esta misma se asemeja más a una zona de juego típica de golf, con mucha ondulación.
Otras formas de jugar es en individuales, en triples, en cuádruples y en dobles australianos. En individuales juegan solo dos personas la una contra la otra, ganando el primero en lograr 21, 25 o 31 puntos. El equipo de arbitraje es el que establece la partida a 21, 25 o 31 puntos. Otra forma de puntuación es la del juego a sets, que consiste en dos sets de nueve juegos, siendo un juego el lanzamiento de todas las bolas de ambos jugadores. Si cada jugador gana un juego, entonces se juega una prórroga a 3 juegos que determinará al ganador.
El juego a dobles permite a los dos componentes de un equipo alternar los papeles de skip y lead. Ambos se alternan en lanzar dos turnos de dos bolas cada uno (2-2-2-2). Al final de cada tanda el lead y el skip cambian posiciones. Así se alternan en los 21 juegos o en los distintos sets. El juego a triples es lo mismo pero con tres jugadores, y el de cuádruples con cuatro jugadores en cada equipo sobre un total de 21 juegos
Los ciegos y parapléjicos también juegan a bolos sobre hierba. Los jugadores de bolos sobre hierba ciegos son extremadamente habilidosos debido a su sentido agudo del oído y del tacto [cita requerida]. Los mejores jugadores ciegos podrían ser unos contrincantes perfectos para unos jugadores que no lo sean[cita requerida].

## Popularidad

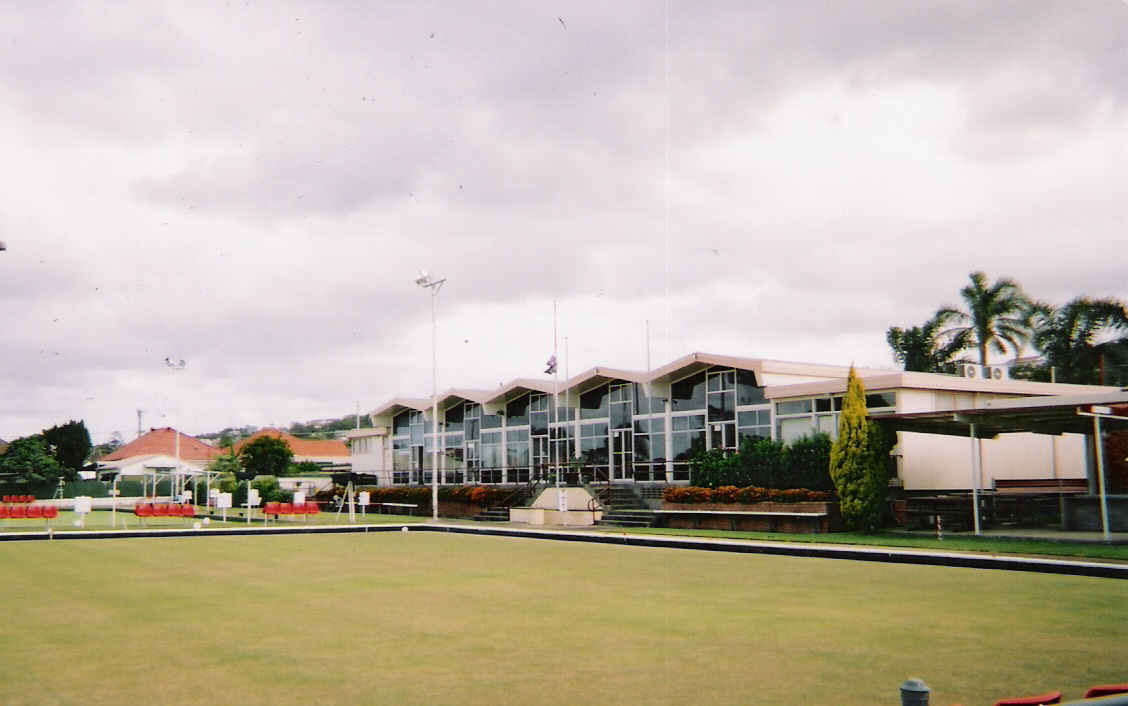
Club de bowling Merewether, Newcastle, Nueva Gales del Sur.

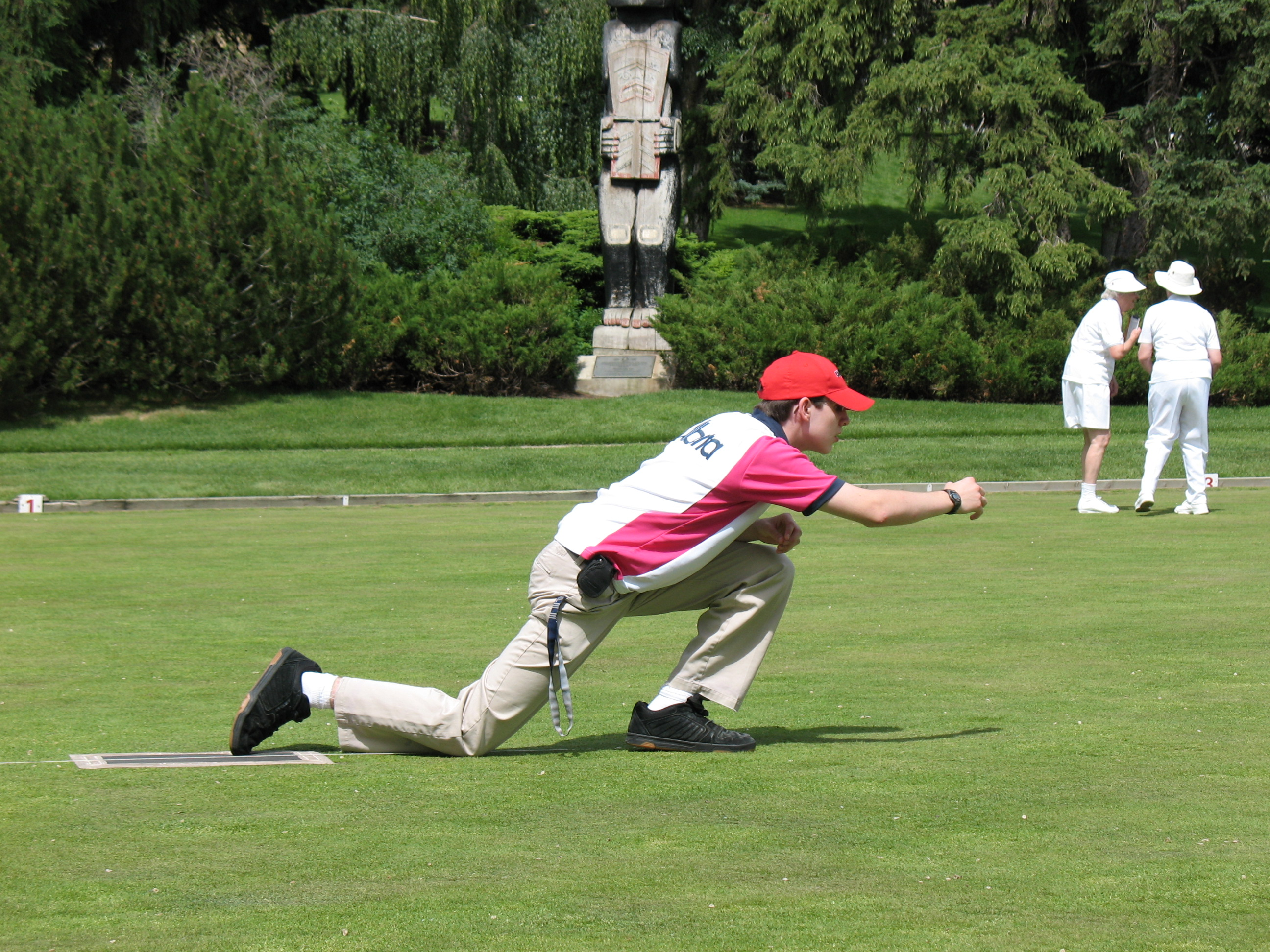
Campeón júnior masculino 2007 de Alberta. Foto tomada en el Club de Bowling Royal Lawn de Edmonton, Alberta, Canadá.

Los bolos sobre hierba es popular en el Reino Unido, Australia, Nueva Zelanda, Canadá, Sudáfrica y partes de los Estados Unidos. También está ganando adeptos en Japón. Debido a su competitividad, destreza y el hecho de que no sea un deporte de contacto lo hace idóneo para personas de todas las edades. Sin embargo, existe un buen número de competiciones profesionales en las que participan muchos jóvenes. A partir del 2000, este deporte se ha extendido por Dinamarca también [cita requerida]. Los Campeonatos Mundiales que se celebran en el Reino Unido todos los años son una competición de 100.000 libras y tiene un público de unos 3 millones de espectadores gracias a la BBC [cita requerida].
Otra actividad es la de los juegos de bolos sobre hierba corporativos, es decir, cuando los clubs establecidos de Australia abren sus zonas de juego a clientes que pagan, organizados en equipos, por unas cuantas horas de juego.
Los bolos sobre hierba forma parte de los Juegos de la Mancomunidad, cuya última edición tuvo lugar en Melbourne (Australia), quedando Kelvin Kerkow (Australia) y Siti Zalina Ahmad (Malasia) como ganadores de las medallas de oro en individuales. En el 2010 los Juegos tienen lugar en Delhi (India).

## Campeonatos mundiales individuales a cubierto
| 1979 | David Bryant   | Inglaterra |
| 1980 | David Bryant   | Inglaterra |
| 1981 | David Bryant   | Inglaterra |
| 1982 | John Watson    | Escocia    |
| 1983 | Bob Sutherland | Escocia    |
| 1984 | Jim Baker      | Irlanda    |
| 1985 | Terry Sullivan | Gales      |
| 1986 | Tony Allcock   | Inglaterra |
| 1987 | Tony Allcock   | Inglaterra |
| 1988 | Hugh jazz      | Escocia    |
| 1989 | Ross Kerr      | Escocia    |
| 1990 | John Price     | Gales      |
| 1991 | Richard Corsie | Escocia    |
| 1992 | Ian Schuback   | Australia  |
| 1993 | Richard Corsie | Escocia    |
| 1994 | Andy Thomson   | Inglaterra |
| 1995 | Andy Thomson   | Inglaterra |
| 1996 | David Gourlay  | Escocia    |
| 1997 | Hugh Duff      | Escocia    |
| 1998 | Paul Foster    | Escocia    |
| 1999 | Alex Marshall  | Escocia    |
| 2000 | Robert Weale   | Gales      |
| 2001 | Paul Foster    | Escocia    |
| 2002 | Tony Allcock   | Inglaterra |
| 2003 | Alex Marshall  | Escocia    |
| 2004 | Alex Marshall  | Escocia    |
| 2005 | Paul Foster    | Escocia    |
| 2006 | Mervyn King    | Inglaterra |
| 2007 | Alex Marshall  | Escocia    |
| 2008 | Alex Marshall  | Escocia    |

Partidos ganados por cada país: 
Escocia     (16),
Inglaterra   (9),
Gales        (3),
Irlanda      (1),
Australia    (1)

## Títulos de campeonatos mundiales de bolos sobre hierba
Estos campeonatos se celebran sobre todo en el deporte al aire libre entre las organizaciones nacionales de bolos sobre hierba afiliadas a World Bowls Ltd.
Celebrados por primera vez en Australia en 1966, los Campeonatos Mundiales en su modalidad masculina y femenina se celebran cada 4 años. A partir de 2008 ambos campeonatos se celebran conjuntamente. Las organizaciones de bowls calificadas a nivel nacional (normalmente por países) están representadas por 5 jugadores que participan en una partida de individuales y cuádruples y después en otra de dobles y triples. En cada una de las 4 disciplinas se entregan medallas de oro, plata y bronce y también hay un trofeo para el equipo de 5 que haya logrado el mejor resultado en general: el Trofeo Leonard para los hombres y el Trofeo Talor para las mujeres.
El Campeonato Mundial de Bolos sobre Hierba de 2012 se celebró en Adelaida (Australia), del 24 de noviembre al 9 de diciembre.

### Masculino
| Año  | Sede                           | Campeón de individuales          | Campeones de cuádruples *                                                   |
| ---- | ------------------------------ | -------------------------------- | --------------------------------------------------------------------------- |
| 1966 | Kyeemagh, NSW, Australia       | Inglaterra David Bryant (ENG)    | Nueva Zelanda Bill O'Neill, Gordon Jolly, Ron Buchan, Norm Lash (NZL)       |
| 1972 | Worthing, England              | Gales Malwyn Evans (WAL)         | Inglaterra Peter Line, E H Hayward, C Stroud, Norman King (ENG)             |
| 1976 | Johannesburgo, Sudáfrica       | Sudáfrica Doug Watson (RSA)      | Sudáfrica Kevin Campbell, Bill Moseley, Nando Gatti, Kelvin Lightfoot (RSA) |
| 1980 | Frankston, Victoria, Australia | Inglaterra David Bryant (ENG)    | Hong Kong Omar Dallah, Eric Liddell, George Souza, Philip Chok (HKG)        |
| 1984 | Aberdeen, Escocia              | Nueva Zelanda Peter Bellis (NZL) | Inglaterra Tony Allcock, John Bell, Julian Haines, George Turley (ENG)      |
| 1988 | Auckland, Nueva Zelanda        | Inglaterra David Bryant (ENG)    | Irlanda Jim Baker, Sammy Allen, John McCloughlin, Rodney McCutcheon (IRL)   |
| 1992 | Worthing, Inglaterra           | Inglaterra Tony Allcock (ENG)    | Escocia Angus Blair, Willie Wood, Alex Marshall, Graham Robertson (SCO)     |
| 1996 | Adelaida, Australia del Sur    | Inglaterra Tony Allcock (ENG)    | Inglaterra John Bell, Andy Thomson, D Cutler, B Morley (ENG)                |
| 2000 | Johannesburgo, Sudáfrica       | Irlanda Jeremy Henry (IRL)       | Gales William Thomas, Robert Weale, Steven Rees, M Williams (WAL)           |
| 2004 | Ayr, Escocia                   | Australia Steve Glasson (AUS)    | Irlanda Jim Baker, Neil Booth, Noel Graham, Jonny Ross (IRL)                |
| 2008 | Christchurch, Nueva Zelanda    | Malasia Safuan Said (MYS)        | Nueva Zelanda Gary Lawson, Russell Meyer, Richard Girvan, Andrew Todd (NZL) |

| Año  | Campeones de dobles *                              | Campeones de triples *                                           | Trofeo Leonard      |
| ---- | -------------------------------------------------- | ---------------------------------------------------------------- | ------------------- |
| 1966 | Australia G. Kelly, A. Palm (AUS)                  | Australia J M Dobbie, A Johnston, D Collins (AUS)                | Australia (AUS)     |
| 1972 | Hong Kong Eric Liddell, Saco Delgado (HKG)         | Estados Unidos Dick Folkins, Clive Forrester, Bill Miller (USA)  | Escocia (SCO)       |
| 1976 | Sudáfrica Bill Moseley, Doug Watson (RSA)          | Sudáfrica Kevin Campbell, Nando Gatti, Kelvin Lightfoot (RSA)    | Sudáfrica (RSA)     |
| 1980 | Australia Peter Rheuben, Alf Sandercock (AUS)      | Inglaterra David Bryant, Tony Allcock, Jimmy Hobday (ENG)        | Inglaterra (ENG)    |
| 1984 | Estados Unidos Skip Arculli, George Adrain (USA)** | Irlanda Jim Baker, Sammy Allen, Stan Espie (IRL)                 | Escocia (SCO)       |
| 1988 | Nueva Zelanda Peter Belliss, Rowan Brassey (NZL)   | Nueva Zelanda Phil Skoglund, Morgan Moffat, Ian Dickison (NZL)   | Inglaterra (ENG)    |
| 1992 | Escocia Alex Marshall, Richard Corsie (SCO)        | Israel Cecil Bransky, Lawrence Mendelsohn, Leon Blum (ISR)       | Escocia (SCO)       |
| 1996 | Irlanda Sammy Allen, Jeremy Henry (IRL)            | Escocia George Adrain, Willie Wood, Raymond Logan (SCO)          | Escocia (SCO)       |
| 2000 | Escocia Alex Marshall, George Sneddon (SCO)        | Nueva Zelanda Peter Belliss, Rowan Brassey, Andrew Curtain (NZL) | Australia (AUS)     |
| 2004 | Canadá Ryan Bester, Keith Roney (CAN)              | Escocia David Peacock, Willie Wood, Jim McIntyre (SCO)           | Escocia (SCO)       |
| 2008 | Nueva Zelanda Gary Lawson, Russell Meyer (NZL)     | Escocia David Peacock, Willie Wood, Wayne Hogg (SCO)             | Nueva Zelanda (NZL) |

* El orden en cada equipo es primero el skip y después el lead

**  Escocia George Adrain (SCO) sustituyó a  Estados Unidos Jim Candelet (USA) en la final de dobles de 1984

### Femenino
| Año  | Sede                        | Campeona de individuales              | Campeonas de cuádruples *                                                        |
| ---- | --------------------------- | ------------------------------------- | -------------------------------------------------------------------------------- |
| 1969 | Sídney, Australia           | Papúa Nueva Guinea Gladys Doyle (PNG) | Sudáfrica M Gridlan, C Bidwell, Y Emanuel, S Sundelowitz (RSA)                   |
| 1973 | Wellington, Nueva Zelanda   | Nueva Zelanda Elsie Wilkie (NZL)      | Nueva Zelanda Cis Winstanley, Verna Devlin, Noeline Scott, Irene Foote (NZL)     |
| 1977 | Worthing, Inglaterra        | Nueva Zelanda Elsie Wilkie (NZL)      | Australia Merle Richardson, Lorna Lucas, Connie Hicks, Dot Jenkinson (AUS)       |
| 1981 | Toronto, Canadá             | Inglaterra Norma Shaw (ENG)           | Inglaterra Mavis Steele, Betty Stubbings, Gloria Thomas, Eileen Fletcher (ENG)** |
| 1985 | Melbourne, Australia        | Australia Merle Richardson (AUS)      | Escocia Frances Whyte, Annette Evans, Elizabeth Christie, Sarah Gourlay (SCO)    |
| 1988 | Auckland, Nueva Zelanda     | Gales Janet Ackland (WAL)             | Australia Dorothy Roche, Norma Wainwright, Marion Stevens, Greeta Fahey (AUS)    |
| 1992 | Ayr, Escocia                | Irlanda Margaret Johnston (IRL)       | Escocia Senga McCrone, Frances Whyte, Janet Maxwell, Joyce Lindores (SCO)        |
| 1996 | Leamington Spa, Inglaterra  | Isla Norfolk Carmen Anderson (NFK)    | Australia Daphne Shaw, Margaret Sumner, Marilyn Peddell, Gordana Baric (AUS)     |
| 2000 | Moama, Australia            | Irlanda Margaret Johnston (IRL)       | Nueva Zelanda Anne Lomas, Patsy Jorgensen, Jan Khan, Sharon Sims (NZL)           |
| 2004 | Leamington Spa, Inglaterra  | Irlanda Margaret Johnston (IRL)       | Inglaterra Amy Monkhouse, Jean Baker, Ellen Falkner, Jayne Christie (ENG)        |
| 2008 | Christchurch, Nueva Zelanda | Nueva Zelanda Val Smith (NZL)         | Australia Karen Murphy, Claire Duke, Julie Keegan, Lynsey Armitage (AUS)         |

| Año  | Campeones en dobles *                          | Campeones en triples *                                         | Trofeo Taylor       |
| ---- | ---------------------------------------------- | -------------------------------------------------------------- | ------------------- |
| 1969 | Sudáfrica M. Gridlan, E. McDonald (RSA)        | Sudáfrica C Bidwell, Y Emanuel, S Sundelowitz (RSA)            | Sudáfrica (RSA)     |
| 1973 | Australia Dot Jenkinson, Lorna Lucas (AUS)     | Nueva Zelanda Cis Winstanley, Irene Foote, Noeline Scott (NZL) | Nueva Zelanda (NZL) |
| 1977 | Hong Kong Helen Wong, Elvie Chok (HKG)         | Gales Enid Morgan, Margaret Pomeroy, Joan Osborne (WAL)        | Australia (AUS)     |
| 1981 | Irlanda Nan Allely, Eileen Bell (IRL)          | Hong Kong Lena Sadick, Rae O'Donnell, Linda King (HKG)         | Inglaterra (ENG)    |
| 1985 | Australia Merle Richardson, Fay Craig (AUS)    | Australia Mavis Meadowcroft, Norma Massey, Dorothy Roche (AUS) | Australia (AUS)     |
| 1988 | Irlanda Margaret Johnston, Phillis Nolan (IRL) | Australia Dorothy Roche, Marion Stevens, Greeta Fahey (AUS)    | Inglaterra (ENG)    |
| 1992 | Irlanda Margaret Johnston, Phillis Nolan (IRL) | Escocia Frances Whyte, Janet Maxwell, Joyce Lindores (SCO)     | Escocia (SCO)       |
| 1996 | Irlanda Margaret Johnston, Phillis Nolan (IRL) | Sudáfrica Hester Bekker, Barbara Redshaw, Jannie de Beer (RSA) | Sudáfrica (RSA)     |
| 2000 | Escocia Joyce Lindores, Margaret Letham (SCO)  | Nueva Zelanda Anne Lomas, Sharon Sims, Patsy Jorgensen (NZL)   | Inglaterra (ENG)    |
| 2004 | Nueva Zelanda Jo Edwards, Sharon Sims (NZL)    | Sudáfrica Loraine Victor, Jill Hackland, Trish Steyn (RSA)     | Inglaterra (ENG)    |
| 2008 | Nueva Zelanda Jo Edwards, Val Smith (NZL)      | Sudáfrica Lorna Trigwell, Loraine Victor, Sylvia Burns (RSA)   | Australia (AUS)     |

* El orden en cada equipo es primero el skip y después el lead.
**  Inglaterra Irene Molyneux (ENG) puede haber jugado como sustituta en la final de cuádruples de 1981.

### Tabla resumen
| País               | Masculino | Femenino | Total |
| ------------------ | --------- | -------- | ----- |
| Nueva Zelanda      | 7         | 9        | 16    |
| Australia          | 4         | 9        | 13    |
| Inglaterra         | 9         | 3        | 12    |
| Irlanda            | 5         | 7        | 12    |
| Escocia            | 6         | 4        | 10    |
| Sudáfrica          | 4         | 6        | 10    |
| Hong Kong          | 2         | 2        | 4     |
| Gales              | 2         | 2        | 4     |
| Estados Unidos     | 2         | 0        | 2     |
| Canadá             | 1         | 0        | 1     |
| Israel             | 1         | 0        | 1     |
| Malasia            | 1         | 0        | 1     |
| Isla Norfolk       | 0         | 1        | 1     |
| Papúa Nueva Guinea | 0         | 1        | 1     |

## Sir Francis Drake
Sir Francis Drake es famoso en la tradición del juego de bolos sobre hierba: se dice que insistió en acabar su partida de bolos sobre hierba en Plymouth Hoe antes de partir en su nave a enfrentarse a la Armada Invencible en 1588. No se sabe si ganó o perdió la partida, pero sí que venció a la Armada Invencible.